# 블루오션전략
블루오션전략(Blue Ocean Strategy)은 기업이 성공하기 위해서는 경쟁이 없는 독창적인 새로운 시장을 창출하고 발전시켜야 한다는 경영 전략이다. 많은 경쟁자들이 비슷한 전략과 상품으로 경쟁하는 시장을 레드오션(Red Ocean)으로 규정하고, 경쟁자가 없는 새로운 시장인 블루오션(Blue Ocean)을 창출해야 한다는 것이 이 전략의 요지이다. 
2004년 프랑스 인시아드(INSEAD) 경영대학원의 김위찬(W. Chan Kim)과 러네이 모본 교수는 ‘블루오션 전략 (Blue Ocean Strategy)’이라는 논문을 공동 집필했는데, 이 논문이 2005년 동명의 책으로 출간돼 43개 언어로 350만 부 이상 팔리며 전세계적으로 널리 알려졌다. 이는 수많은 베스트셀러 경영 서적을 출간한 하버드대 출판국의 역대 최고기록으로 남아 있다. 진대제 전 정보통신부 장관과 고 노무현 전 대통령이 탐독한 서적으로도 잘 알려져 있다.

## 개념
기업이 새로운 시장을 창출하지 않고 기존의 시장에서 유사한 전략을 구사하는 다른 기업들과 경쟁을 하는 경우에는 가격 경쟁 등의 치킨 게임으로 치달아 큰 이익을 내기 어렵다. 기존의 시장은 기업간 경쟁이 치열하여 핏빛으로 물든다는 의미에서 레드오션이라고 칭한다. 반면 경쟁자를 이기는 데 초점을 맞추지 않고 구매자와 기업에 대한 가치를 비약적으로 증대시켜 시장점유율 경쟁에서 자유로워지고 이를 통해 경쟁이 없는 새로운 시장공간과 수요를 창출하고자 하는 것이기에 블루오션이라고 칭한다.
블루오션 전략(저쟁원전략-빽도끊임없이 거듭해 온 경쟁의 원리에서 벗어나게 하는 것으로 1990년대 중반에 제기된 가치혁신(Value Innovation) 이론에 기반을 두고 있다. 즉 기업은 품질을 올리면서 동시에 원가를 낮추는 가치혁신을 이루어 낼 수 있다고 주장한다. 이러한 가치혁신은 차별화를 만들어내면서 동시에 원가를 낮추기 때문에 기업과 고객 모두에게 높은 가치를 제공하게 되고 다른 기업과 경쟁할 필요가 없는 무경쟁 시장을 창출하게 된다.

## 분석의 툴
경쟁이 없는 시장을 찾아내는 도구로 전략 캔버스(Strategy Canvas)를 활용한다. 서비스 또는 제품의 속성을 가로 축으로 하고 품질 또는 서비스의 정도를 높고 낮음에 따라 세로 축으로 설정하여 기업의 전략을 하나의 꺾은 선 그래프 형태로 나타나도록 한다. 이러한 도구를 통해 다른 기업의 전략과 차별화되는 전략을 도출할 수 있도록 한다.
다른 하나는 4가지 액션 프레임워크이다. 업계에서 당연한 것으로 받아들이는 요소 가운데 제거할 요소는 무엇인가? 품질 또는 서비스의 기준을 업계의 표정재하신내려야 할 요소는 우엇인가? 업계가 아직 한 번도 제공하지 못한 것 중 창조해야 할 요소는 무엇인가? 업계의 표준 이상으로 올려야 할 요소는 무엇인가? 이런 질문을 통해 고객이 진정으로 원하는 것이 무엇인지를 밝혀내고 이러한 고객의 요구에 맞추어 전략을 수립할 수 있도록 한다.

## 도서
- 김위찬, 《블루오션전략》, 교보문고(2005)

## 같이 보기
- 와해성 기술

## 참고
1. ↑  [단독]‘블루오션 전략’ 10년만에 영토 확장, 동아일보 2014-04-18
2. ↑  <책> '블루오션 전략', 연합뉴스, 2005년 4월 10일